# Батман: Проклятието на белия рицар
Батман: Проклятието на белия рицар (на английски: Batman: Curse of the White Knight) е американски комикс, издаден от Ди Си Комикс. Лимитираната поредица от осем броя, написана и илюстрирана от Шон Мърфи, се публикува от 24 юли 2019 г. до 25 март 2020 г. Продължение е на Батман: Белия рицар и е втора част от поредицата Белия рицар на серията Мърфивърс, която се развива в рамките на самостоятелна алтернативна реалност, различна от и несвързана с основната вселена на Ди Си.
Батман: Проклятието на белия рицар получава като цяло положителни отзиви както от критиците, така и от публиката, с похвали за сюжета на комикса, развитието на героите и художествения стил. Продължението, Batman: Beyond the White Knight, се публикува от 29 март 2022 г. и приключва през февруари 2023 г.

## Сюжет
Историята започва след събитията в Батман: Белия рицар, като Жокера привлича Азраел, рицар от Ордена, за да му помогне в плана срещу Батман, включващ разкриването на шокираща тайна относно наследството на семейство Уейн и влиянието му в цялата история на Готъм Сити от основаването му. Докато мистерията на неговото потекло се разплита, Батман трябва да защити Готъм и неговите близки както от Жокера, така и от Азраел в едно последно брутално сражение, което може да реши бъдещето и просперитета на града веднъж завинаги.

## Създаване

### Развитие
В края на септември 2018 г., създателят на комикси Шон Мърфи обявява лимитираната поредица от комикси, озаглавена Батман: Проклятието на белия рицар, като продължение на Батман: Белия рицар, издаван от октомври 2017 г. до май 2018 г., като и двете книги са част от поредицата Белия рицар на серията Мърфивърс. По време на интервю с Греъм Макмилън от Холивуд Рипортър Мърфи признава, че идеята за създаване на продължение на Батман: Белия рицар му е хрумнала, когато е писал сценария за осмия и последен брой на поредицата. Въпреки че не смята, че ще има друга възможност да напише и нарисува още един комикс за Батман, продължението е нещо, което първоначално не е планирано, но вярва, че Ди Си Комикс ще му дадат разрешение да го осъществи.

## В България
Еднотомното издание предстои да се издаде в България през 2024 г. от „Артлайн Студиос“.